# Sant'Agnese (Castellina in Chianti)
Sant'Agnese (già Sant'Agnese a Poggibonsi) è una frazione del comune italiano di Castellina in Chianti, nella provincia di Siena, in Toscana.

## Storia
Le origini della frazione sono da ricondurre alla fondazione della pieve alto-medievale di Sant'Agnese, ricordata per la prima volta nel 1046 in una carta della Badia a Passignano. Nell'XI secolo erano signori del territorio circostante sia laici che religiosi, tra i quali è rimasta testimonianza di un tale Venerello di Pietro e dell'abate del monastero di Sant'Eugenio a Siena, al quale il piviere di Sant'Agnese venne concesso in data 4 giugno 1081.
Il borgo prese il nome di Sant'Agnese a Poggibonsi quando in seguito al lodo di Poggibonsi del 1203, circa la delimitazione dei confini territoriali tra Siena e Firenze, finì per essere compreso nel distretto fiorentino. Sotto la giurisdizione di Sant'Agnese finirono ben tredici parrocchie, tra le quali quelle di Lilliano, Cedda, Lecchi, Talciona, Cispiano, Sterzi, Gavignano e San Quirico a Monternano.
La frazione era nota anche come Sant'Agnese a Monternano in quanto poco distante, ricadente nel suo territorio, era situato il castello di Monternano, al centro di continue dispute territoriali: distrutto nel 1220 dai fiorentini e ricostruito, fu nuovamente conquistato e raso al suolo nel 1254. Nel XIV secolo Sant'Agnese entrò a far parte della Lega del Chianti.
Sant'Agnese contava 307 abitanti nel 1845.

## Monumenti e luoghi d'interesse

### Architetture religiose

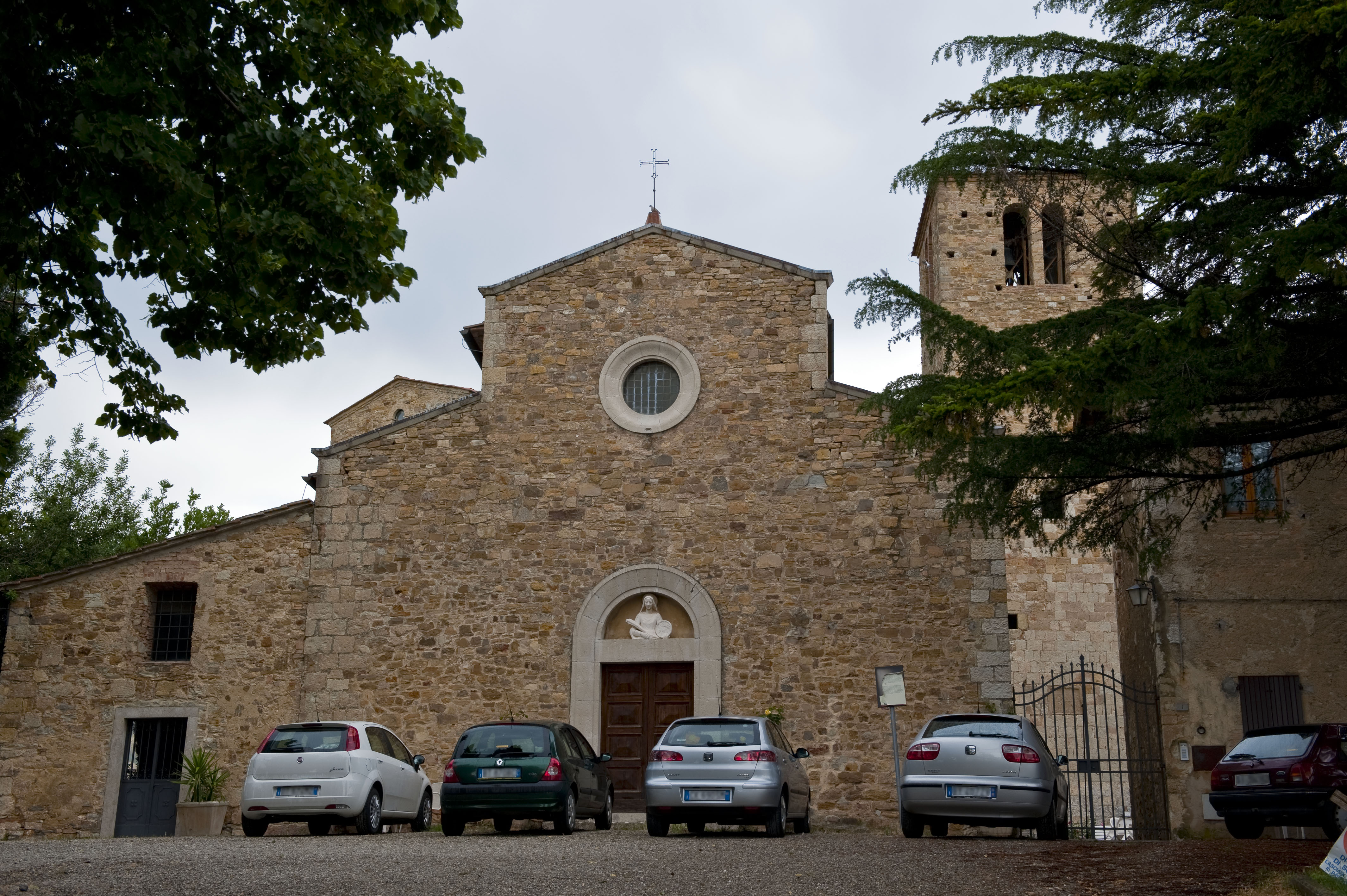
La pieve di Sant'Agnese in Chianti

L'edificio di maggiore pregio della frazione è l'antica pieve di Sant'Agnese in Chianti, risalente all'alto medioevo e uno dei principali centri religiosi del territorio compreso tra Firenze e Siena. La chiesa presenta tre navate divise da pilastri quadrati e concluse da altrettante absidi, ed è incastonata in un complesso fortificato comprendente anche la cappella della Compagnia sul fianco settentrionale, il campanile, la canonica e il chiostro. All'interno, tra le varie opere, si segnala una Madonna col Bambino e santi di Bicci di Lorenzo.
Tra gli altri edifici religiosi situati nella frazione, si ricorda la chiesa di San Quirico a Monternano, risalente al XII secolo, situata nella località di San Quirico, non lontano dal castello che le fornisce la denominazione. In località Cispiano, già sede di una roccaforte, si trova invece la chiesa di San Martino, fondata nel X secolo.
Sant'Agnese possiede inoltre un proprio cimitero.

### Architetture militari
Nel territorio della frazione, poco distante dalla pieve oltre il fosso Strolla, si trovano i ruderi del castello di Monternano, imponente fortificazione medievale già feudo dei conti Guidi e poi degli Squarcialupi, citata nel 1089 e distrutta dai fiorentini nel 1254.

### Aree naturali
Presso Sant'Agnese è situata la Riserva naturale del Bosco di Sant'Agnese, istituita nel 1996, che si estende per 271 ettari. L'area è caratterizzata da una cipresseta naturale plurisecolare, riprodottasi naturalmente, che comprende esemplari di cipresso sia di forma horizontalis, sia pyramidalis.